# Zai na he pan qing cao qing
Zai na he pan qing cao qing (在那河畔青草青), comercialitzada com a Green, Green Grass of Home, es una pel·lícula de drama romàntic de Taiwan del 1983 dirigida per Hou Hsiao-hsien, i protagonitzada per Kenny Bee.

## Sinopsi
Da-Nian és un jove professor originari de Taipei que recentment ha estat destinat com a substitut a una escola d'educació primària situada en un petit poble remot al sud de l'illa de Taiwan. Allí es trobarà no sols una classe d'estudiants entremaliats, sinó també una realitat social totalment diferent a la que ell coneixia, i viurà situacions que xocaran amb els seus principis ètics i ecològics, com la pesca fluvial il·legal practicada per alguns dels pares dels seus alumnes. Durant la seva estada, Da-Nian s'enamorarà de Su-Yun, l'altra professora de l'escola.

## Repartiment
- Kenny Bee: Da-nian
- Meifeng Chen: Su-yun
- Ling Jiang: Xian-wang

## Nominacions i premis
A l'edició del 1982 dels Premis de Cinema Golden Horse fou nominada als premis a la millor pel·lícula i al millor director.